# جریان البطنه
جریان الباطنه روستایی واقع در شهرداری الریان در کشور قطر است.